# Fernand Bonnier de La Chapelle
Fernand Bonnier de La Chapelle (ur. 4 listopada 1922 w Algierze, zm. 26 grudnia 1942 tamże) – członek francuskiego ruchu oporu, zabójca dowódcy francuskiej floty (byłego wiceszefa rządu Francji Vichy) François Darlana, za co został skazany na karę śmierci. Jego szybki proces i egzekucja stały się podstawą wielu spiskowych teorii odnośnie do tego, kto faktycznie stał za zamachem.

## Życiorys
Jako student jednego z paryskich liceów po upadku Francji brał udział w antyniemieckiej demonstracji 11 listopada 1940 roku. Następnie potajemnie przekroczył linię demarkacyjną strefy okupowanej, po czym przedostał się do Algierii, gdzie jego ojciec był dziennikarzem. W 1942 roku zdał baccalauréat (odpowiednik polskiej matury).
Zaskoczony zarówno samą operacją Torch, jak również licznym udziałem jego znajomych w tak zwanym puczu 8 listopada, w którym francuski ruch oporu przejął kontrolę nad kilkoma jednostkami administracyjnymi państwa Vichy. Później żałował, że żaden z jego znajomych nie zaproponował mu czynnego udziału w tym wydarzeniu.
Po tym jak Darlan poddał siły algierskie aliantom (wcześniej był on lojalny wobec władz Francji Vichy), generał Dwight Eisenhower pozostawił go na dotychczasowym stanowisku, co spotkało się z konsternacją w Londynie i Waszyngtonie. Wtedy Bonnier de La Chapelle i trójka jego znajomych zdecydowała o zamordowaniu Darlana. 24 grudnia de La Chapelle uzbrojony w pistolet Ruby czekał na korytarzu Pałacu Letniego, siedziby Darlana w Algierii. Strzelił do niego dwa razy, raz w twarz i raz w klatkę piersiową. Następnie postrzelił asystenta Darlana w udo.
Trybunał wojskowy zebrał się następnego dnia, 25 grudnia. Bonnier de La Chapelle zeznał, że działał sam. Został skazany na karę śmierci. 26 grudnia został rozstrzelany przez pluton egzekucyjny. 21 grudnia 1945 roku sąd apelacyjny w Algierze dokonał jego rehabilitacji uznając, że działał „w interesie wyzwolenia Francji”.